# Dirk Willems
Dirk Willems, o Willemsz (Asperen, ... – Asperen, 16 maggio 1569), fu un martire anabattista, famoso per il suo martirio.

## Biografia
Anabattista olandese, nato ad Asperen nella Gheldria, usando una corda fatta di stracci annodati fu in grado di scendere al di fuori della prigione in cui era recluso, fuggendo sul fossato congelato. Una guardia notò la sua fuga e si mise alla caccia del fuggitivo, che fu però in grado di attraversare il ghiaccio sottile di uno stagno ghiacciato, il Hondegat, grazie anche al peso reso leggero dalla dieta forzata nella prigionia. La guardia alle sue calcagna sfondò invece il ghiaccio, cominciando a sprofondare e a chiedere aiuto. Willems tornò allora indietro per salvare la vita al suo inseguitore, venendo nuovamente catturato e successivamente martirizzato sul rogo ad Asperen il 16 maggio 1569. Willems divenne così uno dei più celebrati martiri anabattisti.

## Omaggi
Un dramma storico basato sulla sua vita, L'esodo di Dirk, è stato scritto nel 1990 da James Juhnke.